# Lepturges punctatissimus
Lepturges punctatissimus là một loài bọ cánh cứng trong họ Cerambycidae.